# Coniophis
Coniophis es un género extinto de serpientes (Ophidia) del Cretácico tardío. La especie perteneciente a este género, Coniophis precedens, medía unos 7 cm de largo y tenía una dentición y forma de cuerpo similar a una serpiente, así como un cráneo con una estructura ósea en gran parte similar a la de un lagarto.
- Coniophis cosgriffi Armstrong-Ziegler 1978[3][4] Estaba adaptada a un estilo de vida de madriguera y probablemente se alimentaba de pequeños vertebrados. Los restos fósiles de Coniophis se descubrieron por primera vez a fines del siglo XIX en la Formación Lance del Estado de Wyoming y fueron descritos en 1892 por Othniel Charles Marsh. Durante mucho tiempo fue considerada una de las primeras representantes de las serpientes scrolls. Sin embargo, una revisión publicada en 2012 basada en material fósil adicional, Coniophis, resultó ser la serpiente más primitiva conocida, que había comparado con otros géneros más primitivos, pero también algunas características típicas de las serpientes modernas. Para el género Coniophis se han descrito varias otras especies. Sin embargo, su afiliación se considera poco segura, la mayoría de las descripciones originales se basan solo en unas pocas vértebras fósiles.